# 폴 스미스 (음악가)
폴 스미스(영어: Paul Smith, 1979년 3월 17일 ~ )는 영국의 록 보컬리스트이다. 밴드 맥시모 파크의 멤버로 잘 알려져 있다.

## 음반 목록
- Margins (2010)
- Frozen By Sight (2014)
- Contradictions (2015)